# Vierde Divisie
Die Vierde Divisie ist eine niederländische Fußballliga. Sie wurde 1974 mit dem Namen Hoofdklasse als höchste Amateurliga des KNVB und Unterbau zu den beiden Profiligen Eredivisie und Eerste Divisie gegründet.
Seit 2010 die neugegründete Topklasse (heute: Derde Divisie) ihren Spielbetrieb aufnahm, war die Hoofdklasse auf dem 4. Level des Ligensystems im niederländischen Fußball. Im Zuge der Einführung des Profifußballs Mitte der 1950er Jahre war Hoofdklasse in der Saison 1955/56 die Bezeichnung der höchsten (Profi-)Fußballliga, in der in zwei Gruppen der niederländische Fußballmeister ausgespielt wurde; in der Folgesaison wurde sie durch die neugegründete Eredivisie ersetzt.
2016 wurde die Tweede Divisie als höchste Amateurliga wiedereingeführt. Nach der Topklasse, die 2016 in Derde Divisie umbenannt wurde, bildete die Hoofdklasse nur noch die dritte Amateurliga. Die Meisterschaft wurde 2022 in Vierde Divisie umbenannt.

## Modus

### Staffelgliederung bis 2022
Infolge des historisch gewachsenen konfessionellen Partikularismus (Verzuiling) der Niederlande, ist die Hoofdklasse in zwei Abteilungen aufgeteilt, der Samstags- und Sonntagsamateure (zaterdagamateurs / zondagamateurs). In der Samstagsgruppe spielen traditionell protestantisch und in der Sonntagsgruppe katholisch oder proletarisch geprägte Mannschaften. Von der Gründung 1974 bis zur Ablösung als höchste Amateurliga durch die Topklasse, spielten beide Abteilungen in je drei Staffeln landesweit ihren Sieger aus und diese ermittelten dann den niederländischen Amateur- bzw. Hoofdklassemeister.
2010 wurde die Hoofdklasse (wegen Einführung der Topklasse) zur zweiten Amateurliga. Seit der Saison 2010/11 steigen die Sieger der jeweils drei regionalen Staffeln in die zwei Gruppen der Topklasse auf. Eine Meisterschaft wird aktuell weder auf Sektions- noch auf Klassenebene ausgespielt.
Nach Wiedereinführung der Tweede Divisie als höchste Amateurliga im Jahre 2016 wurde die Hoofdklasse zur dritten Amateurklasse. Die Klasse wurde von vierzehn auf sechzehn Klubs aufgestockt. Seitdem bestehen es in der Samstags- und Sonntagsabteilung (jeweils) nur noch zwei Gruppen. Die vier Meister steigen in die Derde Divisie (neuen Name der Topklasse) auf.

### Staffelgliederung ab 2023
Die Trennung zwischen Samstags- und Sonntagsvereine verschwand schon im Jahre 2016 in der Tweede Divisie.
Das gilt ab 2023 auch für die Vierde Divisie. Ab dieser Saison werden alle Klubs der Vierde Divisie (64 insgesamt) regional eingeteilt und nicht mehr auf Basis des Spieltages. Größter Diskussionspunkt war immer die Anpfiffszeitenregelung. Festgelegt ist, dass prinzipielle Samstagsvereine immer am Samstag ihre Spiele absolvieren können. Sonst entscheidet der Heimklub am welchen Tag angestoßen wird. In der Realität finden bei weitem die meisten Spiele am Samstag statt.

## Gruppen- und Gesamtsieger seit 1974

### 1. Amateurliga
| Saison    | Samstags-Meister                           | Sonntags-Meister      | Amateurmeister   |
| --------- | ------------------------------------------ | --------------------- | ---------------- |
| 1974/75   | Spijkenisse                                | FC Emmen              | Spijkenisse      |
| 1975/76   | VV IJsselmeervogels                        | Limburgia             | IJsselmeervogels |
| 1976/77   | IJsselmeervogels                           | Rheden                | IJsselmeervogels |
| 1977/78   | ACV (Asser Christelijke Voetbalvereniging) | VV Hoogeveen          | ACV              |
| 1978/79   | DOVO                                       | ROHDA Raalte          | ROHDA Raalte     |
| 1979/80   | Noordwijk                                  | XerxesDZB (Rotterdam) | Noordwijk        |
| 1980/81   | DOS Kampen                                 | RKC Waalwijk          | RKC Waalwijk     |
| 1981/82   | IJsselmeervogels                           | RKC Waalwijk          | RKC Waalwijk     |
| 1982/83   | IJsselmeervogels                           | DHC Delft             | IJsselmeervogels |
| 1983/84   | IJsselmeervogels                           | Geldrop               | Geldrop          |
| 1984/85   | SV Spakenburg                              | DHC Delft             | SV Spakenburg    |
| 1985/86   | ACV                                        | TOP Oss               | ACV              |
| 1986/87   | ACV                                        | Geldrop               | Geldrop          |
| 1987/88   | DOS Kampen                                 | De Treffers           | DOS Kampen       |
| 1988/89   | Heerjansdam                                | RCH                   | RCH              |
| 1989/90   | Rijnsburgse Boys                           | Geldrop               | Geldrop          |
| 1990/91   | Quick Boys                                 | De Treffers           | De Treffers      |
| 1991/92   | Quick Boys                                 | Rheden                | Quick Boys       |
| 1992/93   | Katwijk                                    | Holland               | Katwijk          |
| 1993/94   | Katwijk                                    | Stevo                 | Katwijk          |
| 1994/95   | IJsselmeervogels                           | Holland               | IJsselmeervogels |
| 1995/96   | Scheveningen                               | Baronie               | Scheveningen     |
| 1996/97   | VVOG                                       | Baronie               | Baronie          |
| 1997/98   | IJsselmeervogels                           | De Treffers           | De Treffers      |
| 1998/99   | IJsselmeervogels                           | HSC'21                | HSC'21           |
| 1999/2000 | Katwijk                                    | Achilles 1894         | Katwijk          |
| 2000/01   | FC Lisse                                   | Baronie               | Baronie          |
| 2001/02   | Huizen                                     | AGOVV                 | AGOVV            |
| 2002/03   | Huizen                                     | FC Türkiyemspor       | Huizen           |
| 2003/04   | Quick Boys                                 | HSC'21 (Haaksbergen)  | Quick Boys       |
| 2004/05   | ASWH                                       | Argon                 | ASWH             |
| 2005/06   | IJsselmeervogels                           | FC Türkiyemspor       | IJsselmeervogels |
| 2006/07   | IJsselmeervogels                           | SV Argon              | SV Argon         |
| 2007/08   | FC Lisse                                   | HVV Hollandia (Hoorn) | FC Lisse         |
| 2008/09   | Rijnsburgse Boys                           | WKE                   | WKE              |
| 2009/10   | IJsselmeervogels                           | VV Gemert             | IJsselmeervogels |

### 2. Amateurliga
| Saison  | Meister Samstag A | Meister Samstag B   | Meister Samstag C | Meister Sonntag A | Meister Sonntag B | Meister Sonntag C |
| ------- | ----------------- | ------------------- | ----------------- | ----------------- | ----------------- | ----------------- |
| 2010/11 | VV Noordwijk      | GVVV                | SVZW              | HBS               | UNA               | HSC '21           |
| 2011/12 | De Jodan Boys     | SVV Scheveningen    | DETO              | ADO '20           | VV Gemert         | Sneek Wit Zwart   |
| 2012/13 | Ter Leede         | Excelsior Maassluis | ONS Sneek         | RKSV Leonidas     | UNA               | Be Quick 1887     |
| 2013/14 | Sparta Nijkerk    | HSV Hoek            | SC Genemuiden     | Koninklijke HFC   | OJC Rosmalen      | USV Hercules      |
| 2014/15 | SteDoCo           | VV Katwijk          | DVS '33           | Magreb '90        | SV TEC            | Sneek Wit Zwart   |
| 2015/16 | VV Noordwijk      | GVVV                | SVZW              | RKVV Westlandia   | VV Dongen         | Juliana '31       |

### 3. Amateurliga
| Saison  | Meister Samstag A         | Meister Samstag B | Meister Sonntag A | Meister Sonntag B |
| ------- | ------------------------- | ----------------- | ----------------- | ----------------- |
| 2016/17 | VV Spijkenisse            | ACV               | ADO '20           | Blauw Geel '38    |
| 2017/18 | VV Noordwijk              | VV Eemdijk        | SJC               | OSS '20           |
| 2018/19 | Ter Leede                 | Excelsior '31     | RKVV DEM          | RKSV Groene Ster  |
| 2019/20 | Kein Meister              | Kein Meister      | Kein Meister      | Kein Meister      |
| 2020/21 | Kein Meister              | Kein Meister      | Kein Meister      | Kein Meister      |
| 2021/22 | FC Rijnvogels             | SV Urk            | TOGB              | VV Baronie        |
| 2022/23 | VV Kloetinge              | VV Eemdijk        | VV Hoogeveen      | SV Meerssen       |
| Jahr    | Gruppe A                  | Gruppe B          | Gruppe C          | Gruppe D          |
| 2024    | Ajax Amsterdam (Amateure) | ASWH              | VV GOES           | Excelsior '31     |
| 2025    | VV Scherpenzeel           | VV Zwaluwen       | RKSV UDI ’19      | VV Hoogenveen     |